# Ukraińska Partia Robotnicza
Ukraińska Partia Robotnicza (UTP) – ukraińska partia polityczna, założona w Kijowie 18 października 1918, ideologicznie bliska Ukraińskiej Partii Socjalistów-Rewolucjonistów.
Działali w niej przede wszystkim ukraińscy spółdzielcy, jej liderem był F. Kryżaniwskyj, który jednocześnie był jej przedstawicielem w Centralnej i Małej Radzie i Ukraińskim Związku Narodowym (UNS). UTP była nieliczna i nie odegrała większego znaczenia na scenie politycznej.